# Jan Romer
Jan Edward Romer (3. května 1869 Lvov–5. března 1934 Varšava) byl polský generál.

## Biografie
Jan Edward Romer se narodil 3. května 1869 ve Lvově v rodině Edmunda († 1895), starosty Lvova, a Ireny Körtvelyessa de Augusth († 1913). Byl starším bratrem profesora Eugeniusze Romera (1871–1954) .
Vystudoval 1. nižší gymnázium v Nowém Sączi, kde se přátelil mj. s pozdějším vynálezcem Janem Szczepanikem a básníkem a překladatelem Franciszkem Mirandolou. Byl aktivní v tajném hnutí za nezávislost v Haliči.
Od roku 1887 sloužil v císařské a královské armádě. V roce 1890 absolvoval Vysokou vojenskou technickou školu ve Vídni a jako důstojník z povolání prošel dalšími velitelskými a štábními hodnostmi. 29. listopadu 1913 byl jmenován velitelem 32. polního dělostřeleckého pluku. V jejím čele bojoval v 1. světové válce na ruské a italské frontě. V roce 1916 se stal velitelem dělostřelectva pěší divize, poté pěšího sboru. později velitel 50. dělostřelecké brigádě a speciální dělostřelecké skupině, vyznamenal se v boji a obdržel vysoká vyznamenání a řády.
Od 10. února do 1. května 1917 pobýval ve Varšavě a očekával převzetí velení nad dělostřelectvem Polských legií. Protože nebyl do této funkce jmenován, v první dekádě května se vrátil na italskou frontu, kde převzal velení 18. polní dělostřelecké brigády. V listopadu téhož roku velel dva týdny pěší brigádě. 6. února 1918 povýšen na generálmajora se senioritou a dne 1. listopadu 1917 jmenován velitelem dělostřelectva IX. sboru. Následující měsíc se stal velitelem 9. horské brigády. V červnu 1918 několik dní velel 18. pěší divizi. 3. listopadu byl lehce zraněn Angličany. Po propuštění ze zajetí dorazil do Krakova 5. prosince.

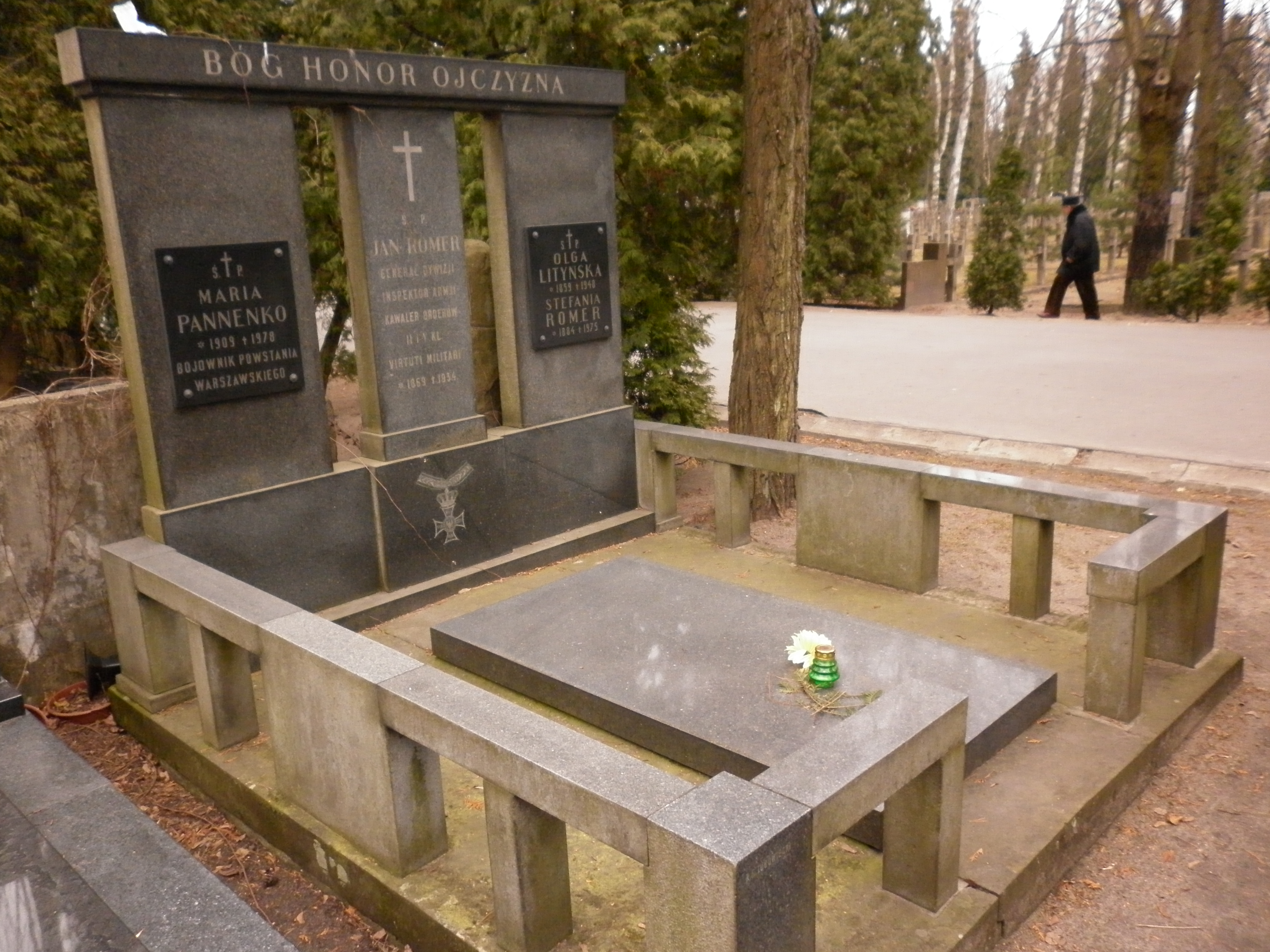
Hrob generála Romera

V prosinci 1918 byl přijat do polské armády a jmenován velitelem „Łódźského“ obecného okresu. Na funkci ale nenastoupil a 21. prosince 1918 se stal velitelem „Lublinského“ obecného okresu. 5. ledna 1919 stál v čele operační skupiny „Bug“, se kterou bojoval ve východním Malopolsku a Haliči. 10. ledna vstoupil do Lwówa a prolomil prstenec ukrajinského obklíčení na jihu města na úseku z Brzuchowic do Dublanu. Od března do prosince 1919 byl vedoucím polské vojenské nákupní mise v Paříži. Pak byl znovu převelen na východní frontu. 1. ledna 1920 jej Józef Piłsudski jako vrchní velitel jmenoval členem prozatímní kapituly řádu „Virtuti Militari“ a udělil mu Stříbrný kříž tohoto řádu. Dne 25. září 1921 byl jmenován velitelem sboru okrsku č. II v Lublinu. Dne 3. května 1922 mu byla udělena hodnost generálmajora s výsluhou. V polovině 20. let byl předsedou Výboru pro stavbu domu polského vojáka v Lublinu. Dne 1. září 1924 jej ministr vojenských záležitostí jmenoval členem válečné rady.
10. července 1926 byl jmenován inspektorem armády. 13. května 1932 byl odvolán jako armádní inspektor a 31. července 1932 odešel do výslužby a usadil se ve Varšavě.
Zemřel v pondělí 5. března 1934 ve večerních hodinách v nemocnici Ujazdowski ve Varšavě po dlouhé nemoci. Byl pohřben na vojenském hřbitově Powązki ve Varšavě (parcela A 10-6-1/2).